# ترکون
ترکون (به فرانسوی: Trécon) یک کامین در فرانسه است که در Canton of Vertus واقع شده‌است.

## خصوصیات
ترکون ۱۲٫۴۵ کیلومترمربع مساحت و ۶۹ نفر جمعیت دارد و ۱۲۰ متر بالاتر از سطح دریا واقع شده‌است.